# Ocotillar
Ocotillar är en ort i Mexiko.   Den ligger i kommunen Papantla och delstaten Veracruz, i den sydöstra delen av landet, 210 km öster om huvudstaden Mexico City. Ocotillar ligger 92 meter över havet och antalet invånare är 230.
Terrängen runt Ocotillar är platt norrut, men söderut är den kuperad. Runt Ocotillar är det ganska tätbefolkat, med 104 invånare per kvadratkilometer. Närmaste större samhälle är Agua Dulce, 14,7 km norr om Ocotillar. Omgivningarna runt Ocotillar är en mosaik av jordbruksmark och naturlig växtlighet.